# Harka
Harka là một thị trấn thuộc hạt Győr-Moson-Sopron, Hungary. Thị trấn này có diện tích 11 km², dân số năm 2010 là 1772 người, mật độ 161 người/km².